# Tapeworm
Tapeworm est un groupe américain de musique industrielle, et projet parallèle de Nine Inch Nails, actif entre 1995 et 2004, réunissant Trent Reznor et Maynard James Keenan de Tool. Ce projet est formé après les sessions d'enregistrement de The Downward Spiral. Ce projet se transforme par la suite en supergroupe.

## Histoire
La genèse de Tapeworm a lieu pendant les sessions d'enregistrement de Nine Inch Nails après les tournées de The Downward Spiral vers 1996. En travaillant sur des morceaux de Nine Inch Nails, Danny Lohner et Charlie Clouser, tous deux membres du groupe live de Nine Inch Nails, proposaient souvent des idées qui, selon Reznor, ne correspondaient pas à sa vision du groupe. Tapeworm se développe comme un exutoire pour ces idées - un groupe démocratique dans lequel Lohner et Clouser pouvaient agir d'égal à égal avec Reznor, contrairement à Nine Inch Nails, dans lequel Reznor gardait le contrôle artistique,.
Au fil du temps, Tapeworm se transforme en supergroupe, avec des musiciens invités tels que Maynard James Keenan, Page Hamilton et Phil Anselmo, qui enregistraient des morceaux destinés à être utilisés par le groupe. En 1999, Lohner a rapporté que trois pistes avaient été achevées, et a décrit les différents enregistrements d'Anselmo comme « heavy NIN-meets-Pantera » et « mellow Pink Floyd The Wall-type songs », et les enregistrements de Keenan comme « psychédéliques, des couplets orientés vers le groove et des refrains hyméniques. « Tommy Victor enregistre également des morceaux avec le groupe, et déclare plus tard à Rolling Stone que les retards continus sur Tapeworm ont contribué à sa décision de prendre une pause avec la musique, et accuse Reznor d'avoir donné sa contribution à la guitare de Tapeworm à Marilyn Manson.
Dans une déclaration à MTV News, Reznor s'est exprimé sur ses collaborations avec Keenan :

« Cela a été une expérience intéressante pour Maynard et moi de jeter un coup d'œil dans la tête de l'autre, d'allumer des lampes de poche dans des coins d'ombre... Nous avons réalisé que nous nous trouvions tous les deux dans des situations assez similaires dans nos vies et nos perspectives respectives, et c'est donc formidable de collaborer à ce niveau. »

En 2001, Alan Moulder, collaborateur de longue date de Nine Inch Nails, avait enregistré « plus d'un album » de démos. Moulder a également décrit les morceaux bruts comme étant « très différents de The Fragile » et s'écartant de la plupart des morceaux de Nine Inch Nails. En 2002, Clouser a quitté Nine Inch Nails et n'est plus associé à Tapeworm. Le groupe, qui se compose désormais de Reznor, Lohner, Keenan et Atticus Ross, réserve du temps dans un studio d'enregistrement dans l'espoir de produire un album. Un site officiel, tapeworm.net (aujourd'hui hors ligne), a été créé pour présenter des photos de diverses sessions d'enregistrement, y compris des images de Josh Freese derrière une batterie.
En septembre 2003, Lohner déclare au magazine Kerrang! que l'album était « prêt à être mixé » mais qu'il avait été retardé par des problèmes juridiques résultant de conflits entre les labels de Reznor et de Keenan. Les morceaux de Tapeworm sont reporté à de nombreuses reprises à l'approche de son achèvement, notamment par MTV News et Kerrang! et devait sortir sur le label Nothing Records de Reznor. Les premières sessions d'enregistrement du groupe ont lieu dans les Nothing Studios à la Nouvelle-Orléans mais sont ensuite transférées dans les Southern Tracks Studios à Atlanta, en Géorgie.
En 2004, Reznor annonce que Tapeworm est « mort dans un avenir prévisible », citant des problèmes de label, les obligations de Keenan pour A Perfect Circle, et l'enthousiasme décroissant de Reznor pour le projet. Lors d'une interview avec le fondateur de Digg, Kevin Rose, en 2009, Reznor a ajouté qu'il pensait que le matériel n'était pas aussi bon qu'il aurait pu l'être étant donné les antécédents respectifs de Keenan et de lui, et qu'il était peu probable que le matériel fasse un jour surface, mais il a ajouté qu'il aimerait que les deux travaillent à nouveau ensemble à un moment donné dans l'avenir. 